# 大深温泉
大深温泉（おおぶかおんせん）は、秋田県仙北市大深沢（旧国出羽国、明治以降は羽後国）にある温泉。八幡平温泉郷の一部として国民保養温泉地に指定されている。

## 泉質
- 硫黄泉
  - 源泉温度94℃
  - 源泉は湯船で青白く濁る

## 温泉街

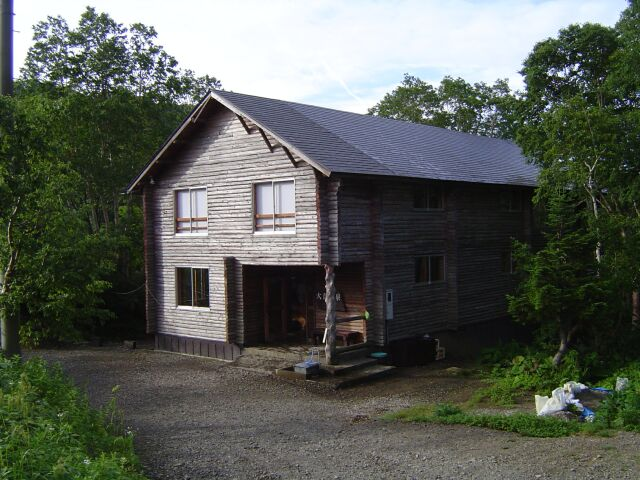
大深温泉外観

十和田八幡平国立公園内、八幡平アスピーテラインから側道を入った先に、1軒宿の「大深温泉」が存在する。但し、宿といっても完全に湯治施設である。宿泊棟はオンドル小屋のみ。営業期間は、5月上旬〜10月中旬まで。それ以外の期間は休業となる。
日帰り入浴も同湯治施設で可能である。

## 歴史
- 1956年 (昭和31年) 営業を始める。銘々の理由はこの地が鹿角郡でなく、ぎりぎり仙北郡田沢湖町大深地内にあったためである。
- 1959年（昭和34年）9月3日 - 厚生省告示第256号により、八幡平温泉郷の一部として国民保養温泉地に指定。

## アクセス
- 車 : 東北自動車道松尾八幡平ICより約40分。または鹿角八幡平ICより約40分。

## 周辺
- 八幡平温泉郷
  - 玉川温泉
  - 後生掛温泉
  - 蒸ノ湯温泉
  - 大沼温泉
  - 藤七温泉